# فهرست دانشگاه‌های ماساچوست
- بوستون کالج
- دانشگاه ماساچوست در لوول
- دانشگاه هاروارد
- موسسه فناوری ماساچوست (MIT) یا انستیتوی تکنولوژی ماساچوست
- دانشگاه بوستون
- دانشگاه تافتز
- دانشگاه برندایس
- دانشگاه نورث ایسترن
- دانشگاه ماساچوست در امهرست
- دانشگاه ماساچوست در بوستون
- کالج موسیقی برکلی